# Prince Koranteng Amoako
Prince Koranteng Amoako (ur. 19 listopada 1973 w Akrze) – ghański piłkarz grający na pozycji ofensywnego pomocnika. W reprezentacji Ghany rozegrał 10 meczów.

## Kariera klubowa
Karierę piłkarską Amoako rozpoczął w klubie Dawu Youngstars. W 1992 roku zadebiutował w jego barwach w ghańskiej Premier League. W 1995 roku odszedł do Asante Kotoko z miasta Kumasi. W Asante grał do 1997 roku.
W 1997 roku Amoako odszedł do peruwiańskiego Sportingu Cristal Lima. W 1997 roku wywalczył z nim wicemistrzostwo Peru. W 1998 roku wrócił do Asante Kotoko i zdobył z nim Puchar Ghany. Z kolei w 1999 roku ponownie grał w Peru, tym razem w Municipalu Lima.
W sezonie 1999/2000 Amoako był zawodnikiem Granady CF, a następnie odszedł do greckiego Nafpaktiakosu Asteras. Z kolei w latach 2001–2004 występował w rosyjskiej Priemjer Lidze, w Saturnie Ramienskoje. W 2005 roku wrócił do Ghany, do Asante Kotoko. W 2006 roku zakończył w nim swoją karierę.

## Kariera reprezentacyjna
W reprezentacji Ghany zadebiutował w 1995 roku. W 2002 roku został powołany do kadry Ghany na Puchar Narodów Afryki 2002. Na tym turnieju wystąpił w 3 meczach: z Republiką Południowej Afryki (0:0), z Burkina Faso (2:1) i ćwierćfinale z Nigerią (0:1). W kadrze narodowej od 1995 do 2002 roku rozegrał 10 meczów.